# 松波徹翁
松波 徹翁（まつなみ てつおう、文化12年6月1日（1815年7月7日） - 明治17年（1884年）11月16日）は、幕末の鳥取藩郷士。第二次長州征討の際に、反幕府軍の人物として活躍した。
もとは伯耆国汗入郡今津村の大庄屋役で名を田中六郎兵衛と言ったが、安政2年（1855年）に鳥取藩の郷士に取り立てられたことを機に松波宏年（ひろとし）と改名、さらに万延元年（1860年）に剃髪し、松波徹翁と改名した（晩年、「松南」に改姓）。死後の大正8年（1919年）、正五位が追贈された。
文久3年（1863年）自らの土地を提供して淀江台場を築き、「防禦隊」を組織した。後に長男・宏元、次男・宏祚らと共に、第二次長州征伐や戊辰戦争で反幕府軍に従事した。
和歌にも通じ、54首が伝わる。現在、農兵隊の遺品、胴鎧と陣太鼓は、米子市指定文化財となっている。
三男・松南宏雅は衆議院議員となった。

## 資料
- 「松南徹翁勤王事績」
- 「松波宏祚」（鳥取県立博物館蔵）
- 「藩士列伝」『鳥取藩士』